# CEL.ro
CEL.ro este un magazin online de IT&C cu sediul în incinta Cotroceni Business Center din București, România, administrat în prezent de compania Brand Design Team SRL cu capital 100% românesc.
Domeniul de internet CEL.ro este înregistrat la RoTLD  pe data de 2 august 2004. Primele vânzări prin intermediul CEL.ro au fost făcute începând cu ianuarie 2005 odată cu eliminarea accizelor la camere foto. Primele categorii de produse vândute au fost în 2005 aparatele foto, în 2006 adăugându-se monitoarele LCD și laptop-urile, iar în 2007 GPS-urile. Principalele categorii de produse comercializate în prezent de CEL.ro includ laptop-urile, tabletele, telefoanele mobile, monitoarele lcd etc. Metodele de plată includ plata în numerar la livrare, cu cardul online cât și cu ordin de plată sau în rate fără dobândă.

CEL.ro are ca parteneri de afaceri toți furnizorii importanți de IT&C din România printre care Scop Computers, RHS, Network One Distribution și Elko. De asemenea CEL.ro este dealer autorizat pentru toate brandurile importante printre care Dell, HP, Acer, Samsung, Asus,Xiaomi, Microsoft și Intel.

## Cifra de afaceri CEL.ro[1]
266 milioane lei în 2018

255 milioane lei în 2017

225 milioane lei în 2016

174 milioane lei în 2015

145 milioane lei în 2014

115 milioane lei în 2013

87 milioane lei în 2012

51 milioane lei în 2011

36 milioane lei în 2010

37 milioane lei în 2009

35 milioane lei în 2008

23 milioane lei în 2007

12 milioane lei în 2006

  2 milioane lei în 2005
CEL.ro are în ianuarie 2012 aproximativ 50 de angajați, având la activ peste 200.000 comenzi onorate de la înființarea sa, peste 520.000 de produse vândute și în jur de 153.000 de clienți dintre care mai bine de jumătate sunt persoane juridice.
În 2011 CEL.ro a înregistrat o creștere a numărului de comenzi cu 65% iar a cifrei de afaceri cu 60%.
În ianuarie 2012 CEL.ro preia în administrare de la Depozitul de Calculatoare magazinul online DC-Shop.ro și DepozitulDeCalculatoare.ro pentru suma de 100.000 euro 
CEL.ro înregistrează în 2012 cea mai mare creștere a cifrei de afaceri avută de un magazin online din România., creșterea de 71% fiind de 7 ori mai mare decât cea înregistrată de principalul competitor  și de 18 ori mai mare față de cea a pieței electroIT. CEL.ro ajunge astfel să ocupe poziția secundă în topul magazinelor online din România. 
Începând cu septembrie 2013 binecunoscutul Cabral, prezentator TV, actor și blogger devine imaginea CEL.ro. Colaborarea are ca scop creșterea încrederii în serviciile CEL.ro dar și în comerțul online.
Începând cu ianuarie 2015 CEL.ro preia domeniul Oktal.ro de la Elka Oktal Group, firmă intrată în faliment.
În mai 2016 CEL.ro preia în administrare domeniile web ale Kelion Concept Online, marketonline.ro, azerty.ro și mediadot.ro.
De la începutul anului 2017 se lansează CEL.ro Marketplace prin intermediul căruia utilizatorii pot cumpăra de pe CEL.ro produse comercializate de alți vânzători. Comanda este preluată de site, însă produsul este livrat de magazinul partener. CEL.ro are peste 2 milioane de vizitatori unici, iar în platformă, pâna în prezent, sunt înscriși 200 de furnizori și listate peste 70.000 de produse. 
În septembrie 2019 șeful CEL.ro Tiberiu Pop își crează un canal de Youtube prin intermediul căruia expune problemele din comerțul online românesc cât și problemele cu care CEL.ro se confruntă. 
În octombrie 2019 CEL.ro dă în judecata eMag pentru încălcarea legii 84 din 1998. CEL.ro reclamă faptul că în perioada 02.12.2017 – 09.07.2019 eMag și-a promovat în Google magazinul său online folosind marca înregistrată CEL.ro, practică ce încalcă articolul 90 din legea mai devreme menționată. 